# Suragina limbata
Suragina limbata är en tvåvingeart som först beskrevs av Osten Sacken 1882.  Suragina limbata ingår i släktet Suragina och familjen bäckflugor.
Artens utbredningsområde är Filippinerna. Inga underarter finns listade i Catalogue of Life.